# Saint-Victor-sur-Arlanc
Saint-Victor-sur-Arlanc település Franciaországban, Haute-Loire megyében. Lakosainak száma 91 fő (2022. január 1.). Saint-Victor-sur-Arlanc Bonneval, Craponne-sur-Arzon, Jullianges, Malvières, Saint-Jean-d’Aubrigoux és Dore-l’Église községekkel határos.

## Népesség
A település népessége az elmúlt években az alábbi módon változott:
| Lakosok száma | 185  | 128  | 111  | 105  | 90   | 84   | 89   | 90   | 90   | 91   |
|               | 1968 | 1982 | 1990 | 2006 | 2013 | 2015 | 2017 | 2019 | 2020 | 2022 |